# 葛龍得

彼得·傑克森執導的電影《魔戒》裡的葛龍得攻城鎚。

葛龍得（Grond）是托爾金（J. R. R. Tolkien）小說裡的兩件虛構武器，分別出現在第一紀元和第三紀元。

## 小說
第一件名為葛龍得的武器在《精靈寶鑽》登場。第一紀元，葛龍得是魔苟斯（Morgoth）的巨大釘頭鎚，又稱「地獄之鎚」。魔苟斯曾以葛龍得與諾多族（Noldor）精靈最高君王芬國昐（Fingolfin）摶鬥，當葛龍得打在地上時，會在地面擊出一個坑洞。魔苟斯企圖殺死芬國昐，但自己亦身受重傷。
另一名為葛龍得的武器在《魔戒》登場。在第三紀元的魔戒聖戰（War of the Ring）時期，一個巨大的攻城鎚以魔苟斯的釘頭鎚為名。該攻城鎚長約一百呎，鎚頭被造成仿如一隻正在嘷叫的狼。魔多大軍以葛龍得攻擊米那斯提力斯的城門，葛龍得攻城鎚被不知名的巨獸拉動，由山地食人妖（mountain-trolls）操縱。攻城鎚上刻有戒靈之首安格馬巫王（Witch-king of Angmar）的咒語。葛龍得攻城鎚僅以四擊便擊破了米那斯提力斯牢不可破的城門。

## 改編描述
在彼得·傑克森（Peter Jackson）執導的電影《魔戒三部曲：王者再臨》，葛龍得攻城鎚的狼口裡噴出火燄，並且四隻類似犀牛的巨獸驅動。半獸人統帥葛斯摩見到普通攻城鎚攻不破米那斯提力斯的城門後便令手下喚來葛龍得，在巨獸拉著它向城門前進時，所有的魔多大軍都大聲呼喊著「葛龍得」的名字。根據書籍《魔戒武器聖戰》的介紹，電影中的葛龍得攻城鎚高達六十呎、長達一百五十呎:178。
魔戒電影概念設計師艾倫·李說，葛龍得狼形的外觀會令他聯想到《精靈寶鑽》中看守安格班的惡狼卡黑洛斯，以及北歐神話中的惡狼芬里厄:160。